# Bella Union Saloon

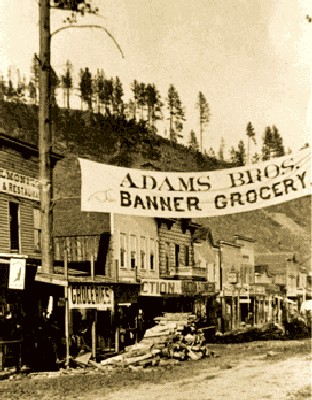
Historische foto van de Bella Union Saloon

Bella Union Saloon was een saloon en theater in de Amerikaanse plaats Deadwood (South Dakota). De Bella Union, eigendom van de zakenman Tom Miller, opende op 10 september 1876 en werd in november 1878 na het failliet van Miller omgebouwd tot kruidenierswinkel (begane grond) en ontmoetingszaal (eerste verdieping). Als saloon was de Bella Union de plaats voor de meer welgestelden. Zij vergaderden er onder meer over politieke zaken.
De Bella Union Saloon is een van de locaties waar de televisieserie Deadwood zich afspeelt. In de serie zijn (met opzet) niet alle elementen, gebeurtenissen en personages waarheidsgetrouw weergegeven.